# Dara Murphy

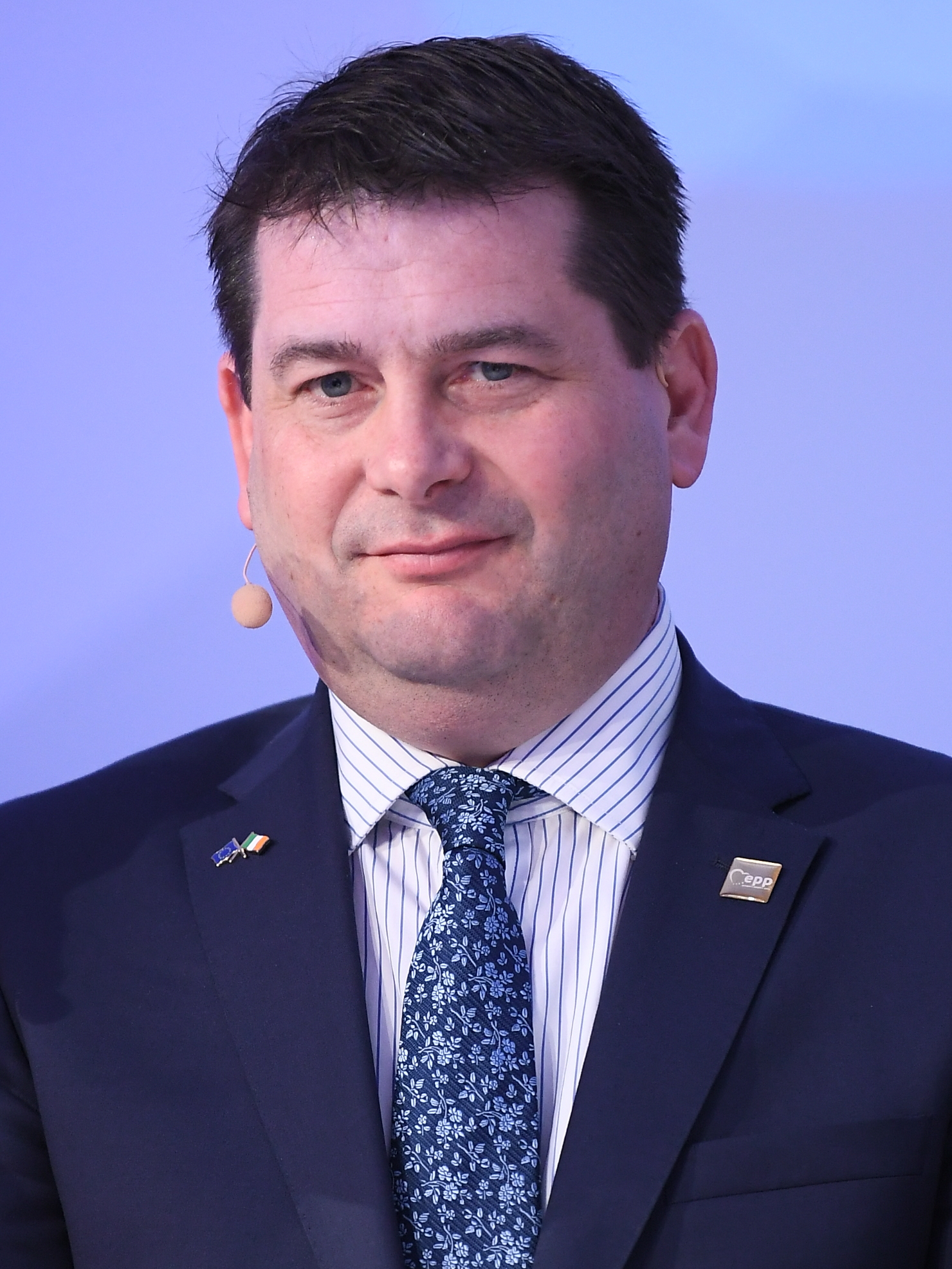
Dara Murphy (2017)

Dara Murphy (irisch Dara Ó Murchú, * 2. Dezember 1969 in Glanmire, County Cork) ist ein ehemaliger irischer Politiker und Mitglied der Fine Gael.

## Leben
Murphy wuchs in Mayfield im County Cork auf. Nach dem Schulabschluss studierte er am University College Cork Wirtschaftswissenschaften. Er fiel bei den Abschlussprüfungen 1988 durch und holte sie im Fernstudium 2015 erfolgreich nach. Schon während des Studiums konnte er mit Catering-Dienstleistungen Geld verdienen. Erst mit der Wirtschaftskrise 2008 brach sein Geschäftsmodell zusammen. Hohe Steuerschulden mussten infolgedessen von ihm abgezahlt werden.
2004 und 2009 wurde er in den Cork City Council gewählt. Von 2005 bis 2006 war er stellvertretender Lord Mayor des Countys, 2009 und 2010 war er Lord Mayor. Bei den Wahlen zum Dáil Éireann 2011 gelang es ihm, einen Sitz für den Wahlkreis Cork North-Central zu erlangen. Erfolgreich war er auch bei den darauf folgenden Wahlen 2016.
Am 15. Juli 2014 wurde er in der Regierung Kenny I zum Staatsminister beim Taoiseach und zum Staatsminister im Außenministerium mit dem Aufgabenbereich für Europäische Angelegenheiten ernannt. Am 19. Mai 2014 wurde er zusätzlich Staatsminister im Justizministerium mit dem Aufgabenbereich des Datenschutzes ernannt. Im zweiten Kabinett Kenny behielt er die Posten bei. Mit dem Regierungswechsel zu Leo Varadkar, blieb er in der Kabinett Varadkar I unberücksichtigt. Er schied im Juni 2017 aus seinen Ämtern aus.
Im Oktober 2017 wurde er mit der Wahlkampagne der Europäischen Volkspartei betraut. Er zog daher nach Brüssel. Im November 2019 berichtete er, dass er als Teachta Dála aus dem Dáil Éireann zum Jahresende 2019 ausscheiden würde, um eine Aufgabe innerhalb der Europäischen Kommission aufzunehmen. Obwohl er am 4. Dezember 2019 auf den Sitz im Dáil Éireann verzichtete, lösten die ihm trotz der Abwesenheit vom Dáil Éireann gewährten Abgeordnetendiäten einen Skandal aus.
Er arbeitete von Dezember 2019 bis November 2020 im Kabinett der EU-Kommissarin für Innovation und Jugend, Marija Gabriel. Seit Juni 2021 ist er Vizepräsident der Politikberatungsfirma Rasmussen Global.

## Privates
Dara Murphy ist seit 1999 mit Tanya verheiratet, mit der er drei Kinder hat. 